# جوزفین چاپلین
جوزفین چاپلین (انگلیسی: Josephine Chaplin؛ زادهٔ ۲۸ مارس ۱۹۴۹ - درگذشتهٔ ۱۳ ژوئیهٔ ۲۰۲۳) هنرپیشه اهل ایالات متحده آمریکا بود. او دختر چارلی چاپلین از آخرین همسرش اونا اونیل و نوه نمایشنامه‌نویس یوجین اونیل بود
جوزفین چاپلین در سال ۱۹۴۹ در سانتامونیکا در ایالت کالیفرنیا آمریکا متولد شد. وی دختر چارلی چاپلین و اونا اونیل بود. مادرش، اونا، هنرپیشه، همسر چهارم چارلی چاپلین و دختر یوجین اونیل نمایشنامه‌نویس مشهور و برنده جایزه نوبل ادبیات بود. چارلی چاپلین در مجموع ۱۱ فرزند داشت، که ۸ نفر از آنها حاصل ازدواج او با اونا اونیل بود. او بازیگری را در سن ۳ سالگی و با نقش‌آفرینی در فیلم پدرش، روشنی‌های صحنه، آغاز کرد و در سال ۱۹۶۷ هم در یکی دیگر از فیلمهای پدرش، کنتسی از هنگ‌کنگ بازی کرد. بیشتر فیلمهای دیگری که جوزفین چاپلین در آنها بازی کرد، فرانسوی بودند، از جمله فیلم «مرد بدون چهره»، ساخته ژرژ فرانژو. جوزفین در فیلمهایی چون حکایت‌های کنتربری (فیلم) ساخته پیرپائولو پازولینی نقش‌آفرینی کرده‌است. جوزفین چاپلین ۱۳ ژوئیه ۲۰۲۳ در سن ۷۴ سالگی در پاریس درگذشت

## گزیده فیلمشناسی
از فیلم‌ها یا برنامه‌های تلویزیونی که وی در آن نقش داشته‌است می‌توان به حکایت‌های کانتربوری اشاره کرد.
- روشنی‌های صحنه (1952)[۹] as the Child in opening scene (uncredited)
- کنتسی از هنگ کنگ (1967)[۱۰]
- حکایت‌های کنتربری (فیلم) (1972)[۱۱][۱۲]
- جک قاتل (فیلم ۱۹۷۶) (1976)[۱۳][۱۴]
- پسر خلیج (1984)[۱۵][۱۶]